# 蒂格里地区

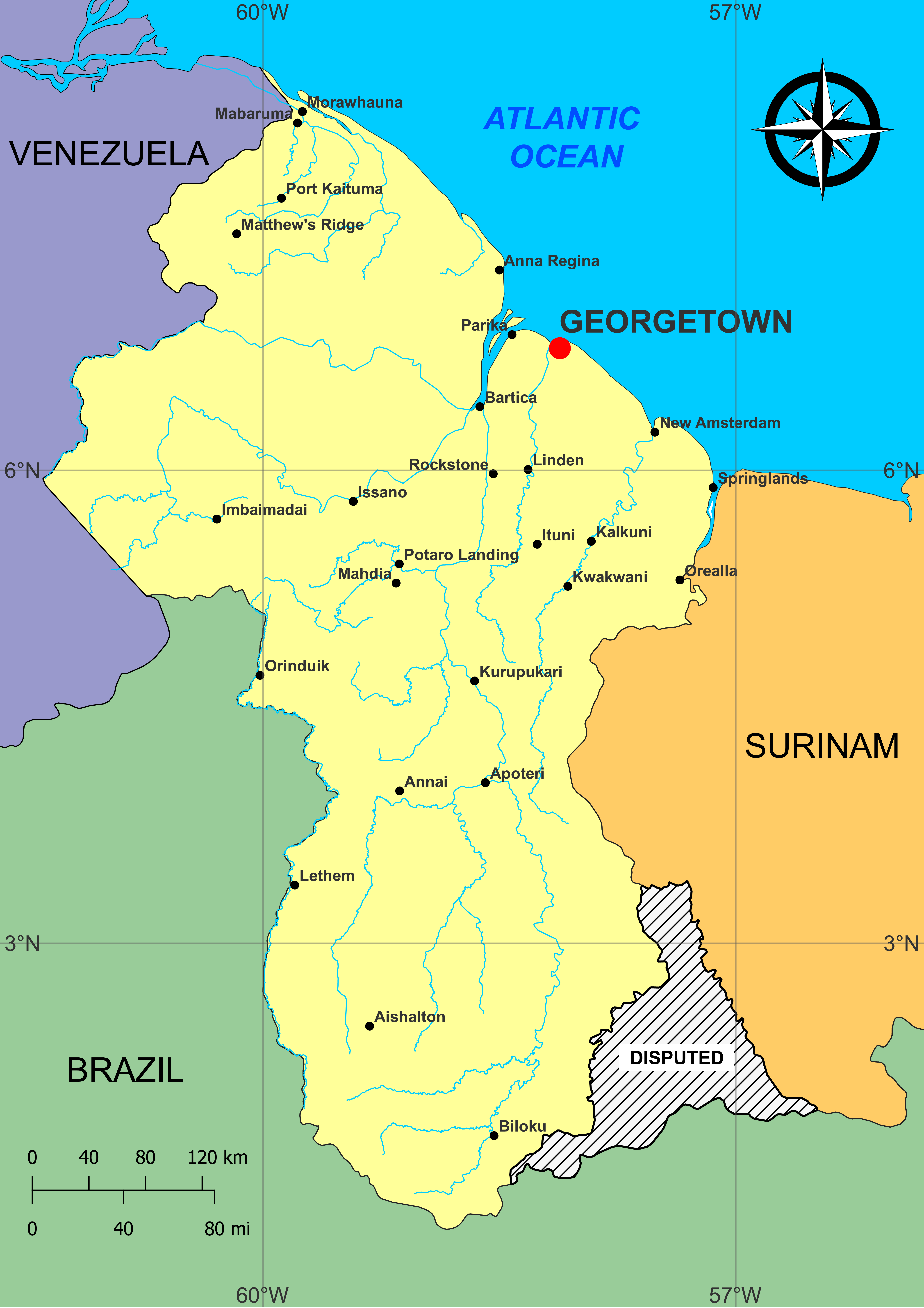
黑線区域为蒂格里地区

蒂格里地区（英語：Tigri Area），在圭亚那又被称为新河三角（英語：New River Triangle），是圭亚那和蘇利南两国自1840年左右以来一直存在争议的森林地区，范围在上科兰太因河（又称新河）、库鲁尼河和库塔里河之间。1969年，该地区冲突升级，此后圭亚那控制了该地区，而苏里南声称拥有该地区的主权。1971年，两国政府同意继续就边界问题进行谈判，并从有争议的三角区撤军。